# گارستویل (اوهایو)
گارستویل (به انگلیسی: Garrettsville) یک روستا در ایالات متحده آمریکا است که در شهرستان پورتیج، اوهایو واقع شده‌است. گارستویل ۶٫۵۵ کیلومتر مربع مساحت و ۲٬۳۲۵ نفر جمعیت دارد و ۳۰۳ متر بالاتر از سطح دریا واقع شده‌است.